# Rai Fiction

Rai Fiction – Logo

Rai Fiction ist die Produktionsfirma für TV-Serien und Fernsehfilme des öffentlich-rechtlichen Senders Rai – Radiotelevisione Italiana in Rom.
Rai Fiction entstand 1997 aus der Aufspaltung von Rai Cinemafiction in Rai Fiction und Rai Cinema. Die Produktionen umfassen TV-Serien und -Filme, bei einigen Produktionen wird auch mit anderen ausländischen Gesellschaften zusammen gearbeitet. Bis 2017 waren auch Zeichentrickfilme im Portfolio, diese werden aber nun bei Rai Ragazzi produziert.

## Produktionen (Auswahl)
- Die Bergpolizei – Ganz nah am Himmel (Fernsehserie)
- Don Matteo (Fernsehserie)
- Hochzeit in Rom (Fernsehfilm)
- The Hunter (Fernsehserie)
- Lupo Alberto (Zeichentrickserie)
- Die Medici (Fernsehserie)
- Meine geniale Freundin (Fernsehserie)
- Pop Pixie (Zeichentrickserie)
- Teen Days (Animationsserie)